# Jørgen Bojsen-Møller
Jørgen Bojsen-Møller (Stege, 17 de abril de 1954) es un deportista danés que compitió en vela en la clase Flying Dutchman. Su hermano Jacob y su primo Jens también compitieron en vela.
Participó en cuatro Juegos Olímpicos de Verano, obteniendo dos medallas, oro en Seúl 1988 (junto con Christian Grønborg) y bronce en Barcelona 1992 (con su hermano Jens), el sexto lugar en Moscú 1980 y el cuarto en Los Ángeles 1984.
Ganó quince medallas en el Campeonato Mundial de Flying Dutchman entre los años 1988 y 2023, y nueve medallas en el Campeonato Europeo de Flying Dutchman entre los años 1982 y 2019.
Fue el abanderado de Dinamarca en la ceremonia de apertura de los Juegos Olímpicos de Barcelona 1992.

## Palmarés internacional
| \| Juegos Olímpicos \| Juegos Olímpicos \| Juegos Olímpicos \| Juegos Olímpicos \| \| Año \| Lugar \| Medalla \| Clase \| \| ------------------ \| -------------------------- \| ----------------- \| ---------------- \| \| 1988 \| Seúl (Corea del Sur) \| Medalla de oro \| Flying Dutchman \| \| 1992 \| Barcelona (España) \| Medalla de bronce \| Flying Dutchman \| \| Campeonato Mundial \| \| \| \| \| Año \| Lugar \| Medalla \| Clase \| \| 1988 \| Medemblik (Países Bajos) \| Medalla de oro \| Flying Dutchman \| \| 1990 \| Newport (Estados Unidos) \| Medalla de oro \| Flying Dutchman \| \| 1993 \| Travemünde (Alemania) \| Medalla de oro \| Flying Dutchman \| \| 2001 \| Gilleleje (Dinamarca) \| Medalla de oro \| Flying Dutchman \| \| 2004 \| Warnemünde (Alemania) \| Medalla de plata \| Flying Dutchman \| \| 2005 \| Balatonföldvár (Hungría) \| Medalla de oro \| Flying Dutchman \| \| 2007 \| Los Alcázares (España) \| Medalla de oro \| Flying Dutchman \| \| 2009 \| Medemblik (Países Bajos) \| Medalla de oro \| Flying Dutchman \| \| 2011 \| Malcesine (Italia) \| Medalla de plata \| Flying Dutchman \| \| 2013 \| Balatonföldvár (Hungría) \| Medalla de bronce \| Flying Dutchman \| \| 2016 \| Steinhude (Alemania) \| Medalla de oro \| Flying Dutchman \| \| 2017 \| Scarlino (Italia) \| Medalla de bronce \| Flying Dutchman \| \| 2018 \| Medemblik (Países Bajos) \| Medalla de oro \| Flying Dutchman \| \| 2022 \| Campione d'Italia (Italia) \| Medalla de plata \| Flying Dutchman \| \| 2023 \| Gdynia (Polonia) \| Medalla de oro \| Flying Dutchman \| \| Campeonato Europeo \| \| \| \| \| Año \| Lugar \| Medalla \| Clase \| \| 1982 \| Silvaplana (Suiza) \| Medalla de oro \| Flying Dutchman \| \| 1987 \| Horten (Noruega) \| Medalla de plata \| Flying Dutchman \| \| 1994 \| Neusiedl (Austria) \| Medalla de oro \| Flying Dutchman \| \| 2000 \| Elba (Italia) \| Medalla de bronce \| Flying Dutchman \| \| 2003 \| Dervio (Italia) \| Medalla de oro \| Flying Dutchman \| \| 2006 \| Neusiedl (Austria) \| Medalla de plata \| Flying Dutchman \| \| 2008 \| Rabac (Croacia) \| Medalla de oro \| Flying Dutchman \| \| 2012 \| Altea (España) \| Medalla de plata \| Flying Dutchman \| \| 2019 \| Balatón (Hungría) \| Medalla de bronce \| Flying Dutchman \| |                            |                   |                 |
| Juegos Olímpicos |                            |                   |                 |
| Año | Lugar                      | Medalla           | Clase           |
| 1988 | Seúl (Corea del Sur)       | Medalla de oro    | Flying Dutchman |
| 1992 | Barcelona (España)         | Medalla de bronce | Flying Dutchman |
| Campeonato Mundial |                            |                   |                 |
| Año | Lugar                      | Medalla           | Clase           |
| 1988 | Medemblik (Países Bajos)   | Medalla de oro    | Flying Dutchman |
| 1990 | Newport (Estados Unidos)   | Medalla de oro    | Flying Dutchman |
| 1993 | Travemünde (Alemania)      | Medalla de oro    | Flying Dutchman |
| 2001 | Gilleleje (Dinamarca)      | Medalla de oro    | Flying Dutchman |
| 2004 | Warnemünde (Alemania)      | Medalla de plata  | Flying Dutchman |
| 2005 | Balatonföldvár (Hungría)   | Medalla de oro    | Flying Dutchman |
| 2007 | Los Alcázares (España)     | Medalla de oro    | Flying Dutchman |
| 2009 | Medemblik (Países Bajos)   | Medalla de oro    | Flying Dutchman |
| 2011 | Malcesine (Italia)         | Medalla de plata  | Flying Dutchman |
| 2013 | Balatonföldvár (Hungría)   | Medalla de bronce | Flying Dutchman |
| 2016 | Steinhude (Alemania)       | Medalla de oro    | Flying Dutchman |
| 2017 | Scarlino (Italia)          | Medalla de bronce | Flying Dutchman |
| 2018 | Medemblik (Países Bajos)   | Medalla de oro    | Flying Dutchman |
| 2022 | Campione d'Italia (Italia) | Medalla de plata  | Flying Dutchman |
| 2023 | Gdynia (Polonia)           | Medalla de oro    | Flying Dutchman |
| Campeonato Europeo |                            |                   |                 |
| Año | Lugar                      | Medalla           | Clase           |
| 1982 | Silvaplana (Suiza)         | Medalla de oro    | Flying Dutchman |
| 1987 | Horten (Noruega)           | Medalla de plata  | Flying Dutchman |
| 1994 | Neusiedl (Austria)         | Medalla de oro    | Flying Dutchman |
| 2000 | Elba (Italia)              | Medalla de bronce | Flying Dutchman |
| 2003 | Dervio (Italia)            | Medalla de oro    | Flying Dutchman |
| 2006 | Neusiedl (Austria)         | Medalla de plata  | Flying Dutchman |
| 2008 | Rabac (Croacia)            | Medalla de oro    | Flying Dutchman |
| 2012 | Altea (España)             | Medalla de plata  | Flying Dutchman |
| 2019 | Balatón (Hungría)          | Medalla de bronce | Flying Dutchman |